# Andrea Dossena
Andrea Dossena (Lodi, Provincia de Lodi, Italia, 11 de septiembre de 1981) es un exfutbolista y entrenador italiano. Jugaba de defensa o centrocampista y actualmente entrena al S.P.A.L. de la Serie C de Italia.

## Trayectoria

### Como jugador
Dossena comenzó su carrera en el Hellas Verona como juvenil, antes de jugar durante 4 temporadas en el primer equipo, lo que hizo que el Udinese lo fichara en 2005, aunque fue inmediatamente cedido al Treviso durante un año para que se fogueara en la Serie A. Volvió al Udinese para la temporada 2006/2007 jugando un total de 63 partidos en los siguientes dos años, llegando a marcar dos goles, luciendo el dorsal 8 en su camiseta.
El 4 de julio de 2008 el Liverpool confirmó la contratación de Andrea Dossena, el cual vino libre del Udinese y firmó para las siguientes cuatro temporadas. Llegando a Liverpool para suplir el puesto vacante dejado por el noruego John Arne Riise, fichado unos días antes por la Roma. El 10 de julio de 2008 se anunció que Andrea Dossena llevaría el dorsal número 2 en su espalda. Su debut con los Reds se produjo el 16 de agosto del mismo año, con una victoria ante el Sunderland en el Stadium of Light, en competición de liga.
El 5 de enero de 2010 el Napoli confirmó la contratación de Andrea Dossena. Hizo su debut con la camiseta del conjunto partenopeo el 13 de enero frente al Palermo; afectado por numerosos problemas físicos, sumó sólo 10 presencias en el campeonato. De lo contrario, el año siguiente fue muy utilizado por el técnico Walter Mazzarri; el 3 de abril de 2011 marcó su primer tanto con en Napoli, en el partido de local ante el Lazio (finalizado 4-3). Con los napolitanos ganó la Copa de Italia 2012.
El 11 de enero de 2013 fue cedido a préstamo al Palermo, debutando dos días después justamente contra su exequipo en el Estadio San Paolo (ganaron los napolitanos por 3 a 0). La temporada terminó con el descenso de los sicilianos a la Serie B y Dossena volvió al Napoli, para luego fichar, el 29 de agosto, por el Sunderland inglés. Al final de la temporada se quedó en el Reino Unido, fichando libre por el Leyton Orient de la tercera división inglesa.
En agosto de 2015 se mudó a Suiza firmando un contrato de una temporada con el Chiasso. Su último equipo fue el Piacenza de la tercera división italiana, donde se retiró en 2017.

### Como entrenador
El 27 de noviembre de 2019 se convirtió en el nuevo entrenador del Crema, logrando la permanencia del equipo en la Serie D. Fue confirmado para la temporada siguiente, finalizando en el quinto lugar. En julio de 2021 firmó con el Ravenna, también de la Serie D. En julio del año siguiente firmó un contrato de una temporada con el Renate de la Serie C.

## Selección nacional
El 17 de octubre de 2007 fue convocado por primera vez por la selección italiana absoluta. Participó en la Copa FIFA Confederaciones 2009 en Sudáfrica.

### Participaciones en fases finales
| Competición               | Sede      | Resultado    | Partidos | Goles |
| ------------------------- | --------- | ------------ | -------- | ----- |
| Copa Confederaciones 2009 | Sudáfrica | Primera fase | 1        | 0     |

## Clubes

### Como jugador
| Club                   | País       | Año       |
| ---------------------- | ---------- | --------- |
| Hellas Verona F. C.    | Italia     | 2001-2006 |
| Treviso F. B. C.       | Italia     | 2005-2006 |
| Udinese Calcio         | Italia     | 2006-2008 |
| Liverpool F. C.        | Inglaterra | 2008-2009 |
| S. S. C. Napoli        | Italia     | 2010-2013 |
| U. S. Palermo (cedido) | Italia     | 2013      |
| Sunderland F. C.       | Inglaterra | 2013-2014 |
| Leyton Orient F. C.    | Inglaterra | 2014-2015 |
| F. C. Chiasso          | Suiza      | 2015-2016 |
| Piacenza Calcio        | Italia     | 2017      |

### Como entrenador
| Club          | País   | Año       |
| ------------- | ------ | --------- |
| A. C. Crema   | Italia | 2019-2021 |
| Ravenna F. C. | Italia | 2021-2022 |
| A. C. Renate  | Italia | 2022-2023 |
| Pro Vercelli  | Italia | 2023-2024 |
| S.P.A.L.      | Italia | 2024-     |

## Palmarés

### Como jugador

#### Campeonatos nacionales
| Título      | Club            | País   | Año     |
| ----------- | --------------- | ------ | ------- |
| Copa Italia | S. S. C. Napoli | Italia | 2011-12 |